# Полстянов Сергій Миколайович
Сергій Полстянов (рос. Серге́й Никола́евич Полстя́нов; нар. 12 квітня 1967, Золоте Поле, Кримська область, УРСР) — радянський та російський футболіст, нападник. Зараз — тренер.

## Кар'єра гравця
У 1992 році повернувся до України, де підписав контракт з полтавською «Ворсклою». Проте у складі полтавського клубу у чемпіонаті України не зіграв жодного матчу, натомість зіграв 2 поєдинки у кубку України. Того ж року перейшов до тернопільської «Ниви». Дебютував за тернопільську команду 7 березня 1992 року у програному (1:2) виїзному поєдинку 1-го туру підгрупи 2 вищої ліги чемпіонату України проти чернівецької «Буковини». Сергій вийшов на поле у стартовому складі та відіграв увесь поєдинок, а на 59-ій хвилині відзначився дебютним голом у складі «Ниви». Загалом у футболці тернопільського клубу у чемпіонаті України зіграв 12 матчів та відзначився 4-ма голами.
У сезоні 1992/93 років захищав кольори сімферопольської «Таврії» та миколаївського «Евіса».
Виступав також за клуби «Торпедо» (Волзький), «Ротор», «Текстильник» (Камишин), «Металург» (Липецьк), «Кристал» (Смоленськ), ФК «Тюмень».
У складі «Текстильника» провів 2 матчі в Кубку УЄФА 1994/95 років.

## Кар'єра тренера
З 1 лютого 2002 по 15 жовтня 2006 року працював головним тренером «Текстильника», а потім — тренером гравців ДЮСШ «Москва» 1995 року народження. У 2011 році — головний тренер команди 1995 р.н. у футбольній школі московського «Локомотива». З листопада 2012 року очолював молодіжний склад «Локомотива».
З 2013 року тренував «Локомотив-2». У 2015 році очолив подольський «Витязь». 6 жовтня 2016 року залишив пост головного тренера команди за власним бажанням.

## Особисте життя
У 1994 році закінчив Волгоградський державний інститут фізичної культури, в 2005 році — Вищу школу тренерів з присвоєнням категорії «Б».